# David Hume
Pour les articles homonymes, voir David Hume (homonymie) et Hume.
David Hume, , né le 7 mai 1711 à Édimbourg et mort le 25 août 1776 dans la même ville, est un philosophe, économiste et historien écossais. Il est considéré comme un des plus importants penseurs des Lumières écossaises (avec John Locke, Adam Smith et Thomas Reid, bien que s'opposant à eux dans la plupart de ses thèses) et il est un des plus grands philosophes et écrivains de langue anglaise. Fondateur de l'empirisme moderne (avec Locke et Berkeley), l'un des plus radicaux par son scepticisme, il s'opposa tout particulièrement à Descartes et aux philosophies qui considéraient l'esprit humain d'un point de vue théologico-métaphysique et il ouvrit la voie à l'application de la méthode expérimentale aux  phénomènes mentaux.
Son importance dans le développement de la pensée contemporaine est considérable : Hume eut une influence profonde sur Kant, sur la philosophie analytique du début du XXe siècle et sur la phénoménologie. On ne retint pourtant longtemps de sa pensée que son supposé scepticisme. Mais les commentateurs de la fin du XXe siècle se sont attachés à montrer le caractère positif et constructif de son projet philosophique. Sa philosophie étant toujours efficiente, il est précurseur de disciplines qui naîtront bien plus tard comme les sciences cognitives.

## Biographie
Si l'on s'appuie sur les œuvres de Hume en lien avec la vie qu'il a menée, cette dernière peut être divisée en trois périodes :
- une période d'études et de premiers essais qui s'étend jusqu'en 1740 ;
- une période active de voyages et de résultats, de 1740 à 1769 ;
- une période de retraite de 1769 à 1776.

Bien que la pensée de Hume reste essentiellement homogène durant toute sa vie, la façon dont il l'a développée est loin d'être toujours la même. Ainsi, la première période est celle de la rédaction du Traité de la nature humaine, son livre-phare où sa pensée se trouve déjà presque entièrement concentrée ; la deuxième, celle où les essais et les livres foisonnent, suit la route et les objectifs fixés par le Traité dans plusieurs sujets ; la troisième est celle où Hume se consacre beaucoup à la relecture et à l'amélioration de ses précédents écrits, ainsi qu'à la rédaction de livres posthumes, tels que les Dialogues sur la religion naturelle.
Né à Édimbourg d'une famille de la petite noblesse des Borders, David Hume est le cadet d'une fratrie de trois. Son père, avocat, meurt en 1714 alors que David est encore petit. Sa mère part alors vivre à Ninewells avec ses enfants et les élève avec son beau-frère. David entre en 1722 au collège d'Édimbourg, où il a pour professeurs des disciples de Newton. Il lit les poètes latins et les écrivains anglais. Sa famille le destine à faire carrière dans le droit.
Mais, en 1734, Hume traverse une période de crise qu'il évoque dans une lettre à J. Arbuthnot. Il est pris d'une « insurmontable aversion pour toutes choses, hormis les études de philosophie et le savoir en général ». Refusant de devenir avocat, souffrant de crises d'exaltation, il gagne Bristol et s'essaye au commerce, avant de voyager en France pendant près de 3 ans, en séjournant tout d'abord à Reims, puis au Collège Henri-IV de La Flèche (Sarthe) entre 1735 et 1737. C'est là que, âgé de 26 ans, il achève de rédiger son Traité de la nature humaine. De retour à Londres en 1737, il publie les deux premiers livres de cet ouvrage en janvier 1739, anonymement. Cette œuvre est un échec auprès du public. Dans son autobiographie, Hume dit de ce livre qu'il est « tombé mort-né de la presse ». En réalité, plusieurs comptes rendus en ont été effectués, mais aucun de leurs auteurs ne comprend les thèses de Hume ni l'ampleur de son propos. Par la suite, le philosophe donne une grande importance au fait d'être compris de son public, d'où la reformulation du Traité et la poursuite de certaines investigations qui y sont pratiquées dans d'autres livres ou essais. Hume refuse finalement que le Traité fasse partie de ses œuvres complètes : ce reniement n'empêche pas ce livre d'être aujourd'hui considéré comme l'une des œuvres les plus importantes de la philosophie occidentale.
Après l'échec du Traité de la nature humaine, Hume rejoint sa famille, en Écosse, en 1739. Il fait la connaissance de Henry Home et commence une relation épistolaire avec Francis Hutcheson. Il publie en 1740 un Abrégé du Traité de la nature humaine, puis, à l'automne, le livre III du Traité ainsi qu'un Appendice. La même année, il fait la connaissance d'Adam Smith. Il publie la première partie de ses Essais moraux et politiques (composé de 15 textes) en 1741 à Édimbourg. L'ouvrage est un succès. Il est l'objet d'une seconde édition, en 1742, augmentée de 12 textes.
En 1744, sa candidature à la chaire de morale et philosophie pneumatique de l'Université d'Édimbourg est repoussée, en raison des ennemis que sa pensée lui a valus. Hume est attaqué en raison de l'athéisme supposé que contiendraient les thèses du Traité. Le philosophe répond par une Lettre d'un gentilhomme à son ami d'Édimbourg, dans laquelle il se défend de tout refus de l'existence de Dieu.
La même année, il devient le précepteur du marquis d'Annandale, dont la santé se dégrade peu à peu. En 1746, il devient secrétaire du général Saint-Clair et rejoint Vienne et Turin. Il publie alors ses Recherches sur l'entendement humain (plus tard rebaptisées Enquête sur l'entendement humain) qui ne rencontrent guère de succès.

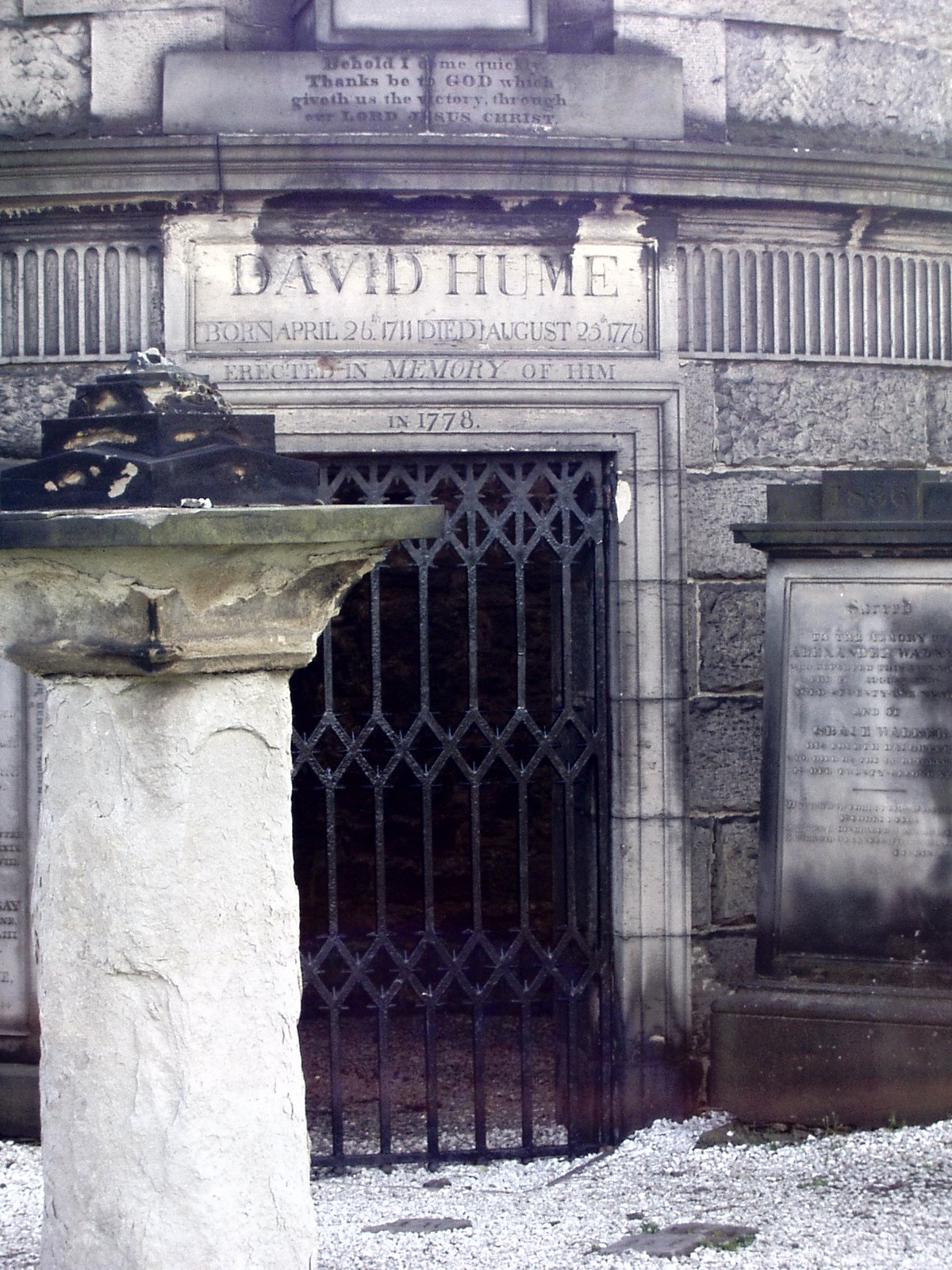
Tombe du philosophe.

Il revient en Écosse en 1749, écrit ses Discours politiques et ses Recherches sur les principes de la morale (plus tard rebaptisées Enquête sur les principes de la morale), ces derniers étant une refonte partielle et un redéveloppement de certains points déjà abordés dans Traité de la nature humaine. Sa réputation de philosophe commence alors à se répandre. En 1751, il rejoint Édimbourg et publie en 1752 ses Discours politiques, ouvrage bien accueilli. La sortie londonienne de ses Recherches sur les principes de la morale se fait cependant dans une certaine indifférence.
En 1752, il prend la fonction de bibliothécaire du corps des avocats d'Édimbourg. Cette situation lui inspire le projet d'une Histoire de l'Angleterre. Le premier volume, consacré aux Stuart, est cependant vivement et unanimement critiqué. En 1757 il publie à Londres son Histoire naturelle de la religion. Le deuxième volume de son Histoire de l'Angleterre sort en 1756, consacré à la période allant de la mort de Charles Ier d'Angleterre jusqu'à la révolution, puis en 1759, un troisième volume consacré aux Tudor. La série s'achève en 1761 par deux derniers volumes, le tout rencontrant un succès mitigé. Il se retire alors à la campagne, songeant à une retraite paisible.
Il accepte cependant un poste de secrétaire à l'ambassade d'Angleterre à Paris qui lui est proposé en 1763 par le comte de Hertford. En 1767, il devient chargé d'affaires. Il quitte cette fonction en 1768 pour être nommé sous-secrétaire d'État à Londres. Il regagne l'Angleterre en compagnie de Jean-Jacques Rousseau, avec lequel il se brouille : cette querelle défraie la chronique dans toute l'Europe éclairée. Hume retourne à Édimbourg en 1769.
À partir de 1775, il commence à ressentir les effets d'une tumeur intestinale qui l'emporte un an plus tard, à l'âge de soixante-cinq ans.
Hume a écrit une courte notice autobiographique peu avant son décès (My own life). Courte, s'efforçant de rester objective dans le ton, elle décrit notamment l'accroissement progressif de son patrimoine, passant d'une relative pauvreté à une certaine opulence. Elle se termine par une analyse de son caractère : « doux, maître de moi-même, d'une humeur gaie et sociale, capable d'amitié mais très peu susceptible de haine, et très modéré dans toutes mes passions. »

## Sources de la pensée humienne
Hume était un lecteur insatiable. Jeune homme, avant la rédaction du Traité de la nature humaine, il lit beaucoup d'ouvrages datant de la philosophie antique : Plutarque, Tacite, Épicure et ses disciples, les stoïciens tels que leur pensée a été transmise par les ouvrages de Cicéron (que Hume avait lus dès l'âge de 16 ans) ou encore les sceptiques anciens (Pyrrhon, Sextus Empiricus).
Chez les philosophes modernes, Hume a lu Descartes, à qui il opposera une perspective épistémologique tout à fait incompatible avec la philosophie cartésienne de la connaissance. Il est influencé par Locke (dont il prend pour acquise la réfutation des idées innées de Descartes et de Leibniz), Berkeley (dont il reprend certaines considérations sceptiques), a lu quelques philosophes français comme Pierre Bayle et Malebranche, mais c'est surtout à Newton que Hume emprunte sa méthode d'analyse. En effet, Newton est l'un des principaux découvreurs de la méthode scientifique, ou expérimentale, qui vise à confirmer des hypothèses (ou, mieux, à en établir) par l'expérience et l'expérimentation. Ainsi, loin de prétendre connaître l'univers par de pures rationalisations de philosophe en chambre, le scientifique newtonien expérimente, calcule, échafaude des hypothèses et des théorèmes qu'il s'efforce de vérifier autant que possible, en n'hésitant pas à les remettre en question si les faits semblent les contredire. L'innovation de Hume sera d'introduire la méthode newtonienne dans la philosophie morale, comme le signale le sous-titre de son ouvrage principal (Essai pour introduire la méthode expérimentale dans les sujets moraux). Il est probable que le philosophe ait été également influencé par Bacon, qui avait le premier prôné la méthode expérimentale. L'influence de Newton est confirmée par plusieurs spécialistes. Ainsi, Michel Malherbe écrit :

« Afin d'éliminer les hypothèses, qui accompagnent l'absence d'une étude exacte de la nature humaine, on s'astreindra à l'examen des phénomènes, on s'efforcera de dégager les circonstances, puis on induira par analyse les principes qui leur sont communs ; ces principes seront à leur tour soumis à des principes plus généraux, et l'on poursuivra la progression dans la généralité, aussi longtemps qu'elle sera supportée par une méthode expérimentale strictement appliquée, tout en s'efforçant de produire un ordre systématique. Cette méthode, Hume l'applique parfois avec ostentation, presque comme un cérémonial, visant à manifester à tous les lecteurs l'importance et le sérieux de son entreprise. [...] Et lorsque Hume a à faire son propre éloge dans l'Abrégé, faute d'en avoir reçu, il accuse systématiquement les caractères newtoniens de son étude pour mieux la faire valoir. »

En ce qui concerne la philosophie morale proprement dite, hors de l'héritage directement newtonien, Hume a lu les philosophes de la tradition du sens moral ou du sentiment moral, notamment Shaftesbury et Hutcheson. Ces philosophes défendent l'idée selon laquelle nous aurions en nous un sens moral inné, ou un sentiment moral, qui nous permettrait de distinguer le moral de l'immoral ; autrement dit, que nous savons ce qui est bon ou mauvais grâce au sentiment, et non à la raison (ce que défendent des philosophes rationalistes tels que, en Angleterre, Clarke, Wollaston ou Balguy). Sans se rattacher directement à leur école, Hume en tirera une caractérisation de la morale comme issue des passions (lesquelles peuvent néanmoins utiliser la raison à leur profit). Il a également lu La Fable des abeilles de Mandeville.

## Science de l'homme
Le projet général de Hume est d'établir une nouvelle manière d'étudier l'homme, en lui appliquant les méthodes des sciences de la nature. Bien que cette nouvelle science de l'homme apparaisse historiquement après les autres sciences, et s'aide de leur méthodologie, elle est pour Hume la science fondamentale qui nous permet, sinon d'expliquer, du moins de décrire les autres sciences, et d'établir l'étendue de nos connaissances :

« Il est évident que toutes les sciences, d'une façon plus ou moins importante, ont une relation à la nature humaine, et que, si loin que l'une d'entre elles peut sembler s'en écarter, elle y revient toujours d'une façon ou d'une autre. Même les mathématiques, même la philosophie naturelle et la religion naturelle dépendent dans une certaine mesure de la science de l'HOMME, car elles tombent sous la connaissance des hommes et sont jugées par leurs pouvoirs et leurs facultés. Il est impossible de dire quels changements et quelles améliorations nous pourrions faire dans ces sciences si nous connaissions entièrement l'étendue et la force de l'entendement humain »

Si la science de l'homme tient un rôle essentiel, c'est parce qu'elle constitue le centre logique des sciences. L'homme est pour lui-même la mesure de toute chose : tout ce qui est connu par l'homme est produit par l'esprit humain, et cela, quel que soit le domaine et le niveau de science ou de pertinence dont on parle. Par conséquent, plutôt que de se limiter à une compréhension limitée des lois de la nature, mieux vaut commencer par comprendre le fonctionnement de l'être humain lui-même, la manière dont il développe des connaissances (certaines ou non), pour ensuite se pencher sur d'autres objets. Dans cette démarche, l'homme est à la fois le sujet et l'objet de son enquête. Il est traité en tant que phénomène, et le but est de connaître les règles et les lois qui le constituent. Le Traité de la nature humaine poursuit ainsi un but de modélisation de l'esprit humain : il s'agit de comprendre le fonctionnement de l'esprit.

### Méthode humienne
Pour Hume, comme pour Newton, la science expérimentale est principalement inductive et doit se limiter à la découverte de lois, de relations constantes. Notre raison ne peut pénétrer la nature ultime ou l'essence de celle-ci. En revanche, elle peut tenter de les dégager des faits, à travers les faits, par l'examen de ceux-ci.
Locke et Berkeley avaient tenté d'établir certains principes de l'entendement humain au fur et à mesure de leur œuvre philosophique. Berkeley l'avait surtout fait d'une manière très sceptique, par exemple dans les Trois dialogues entre Hylas et Philonous où triomphe la thèse selon laquelle les objets extérieurs n'auraient pas d'existence propre et n'existeraient qu'en étant perçus par un esprit, et Locke avait procédé dans le but de réfuter la thèse cartésienne des idées innées, thèse pour laquelle les humains naîtraient en ayant dès le départ, et indépendamment de l'expérience, certaines idées fixées dans l'esprit (par exemple celle de Dieu).
Hume, quant à lui, commence son Traité en établissant des principes. Il part d'un fait, le plus fondamental de l'épistémologie humaine (puisqu'il prend pour acquise la réfutation lockéenne des idées innées) : celui de la perception. Nous percevons, nos sens nous font ressentir des perceptions. Nous pouvons dire que nous ignorons ce que nous percevons, mais nous ne pouvons pas prétendre ne pas percevoir - la perception est un fait. Et puisque nous n'avons pas d'idées innées, c'est-à-dire d'idées précédant l'arrivée de toute perception ou impression, « toute idée dérive d'une impression ».
Dans la lignée de ses prédécesseurs empiristes, comme Berkeley qui avait fait la critique des idées abstraites et de l'idée de matière, la philosophie de Hume consiste dans le Traité de la nature humaine et dans les deux Enquêtes à analyser ce dont notre esprit est constitué : idées, tendances, volonté, sentiments… et à en analyser par exemple les notions ou les principes. Il s'agit, de cette manière, de découvrir l'origine des perceptions de l'esprit, en les ramenant à des impressions sensibles que nos idées reproduisent, puisque presque toutes nos idées sont le rappel d'anciennes sensations, et d'établir les relations qu'elles entretiennent. Ultimement, ce sont ces impressions originelles qui constituent pour nous la donnée absolue sans que l'on puisse en découvrir toujours l'origine. Hume étudie essentiellement les idées de relation, et il soutient que mis à part l'espace et le temps qui nous sont donnés, les relations n'ont rien d'objectif, mais reposent principalement sur les dispositions cognitives d'un sujet connaissant, dispositions qui doivent faire l'objet d'une étude psychologique.

### Idées: leur origine et leurs relations

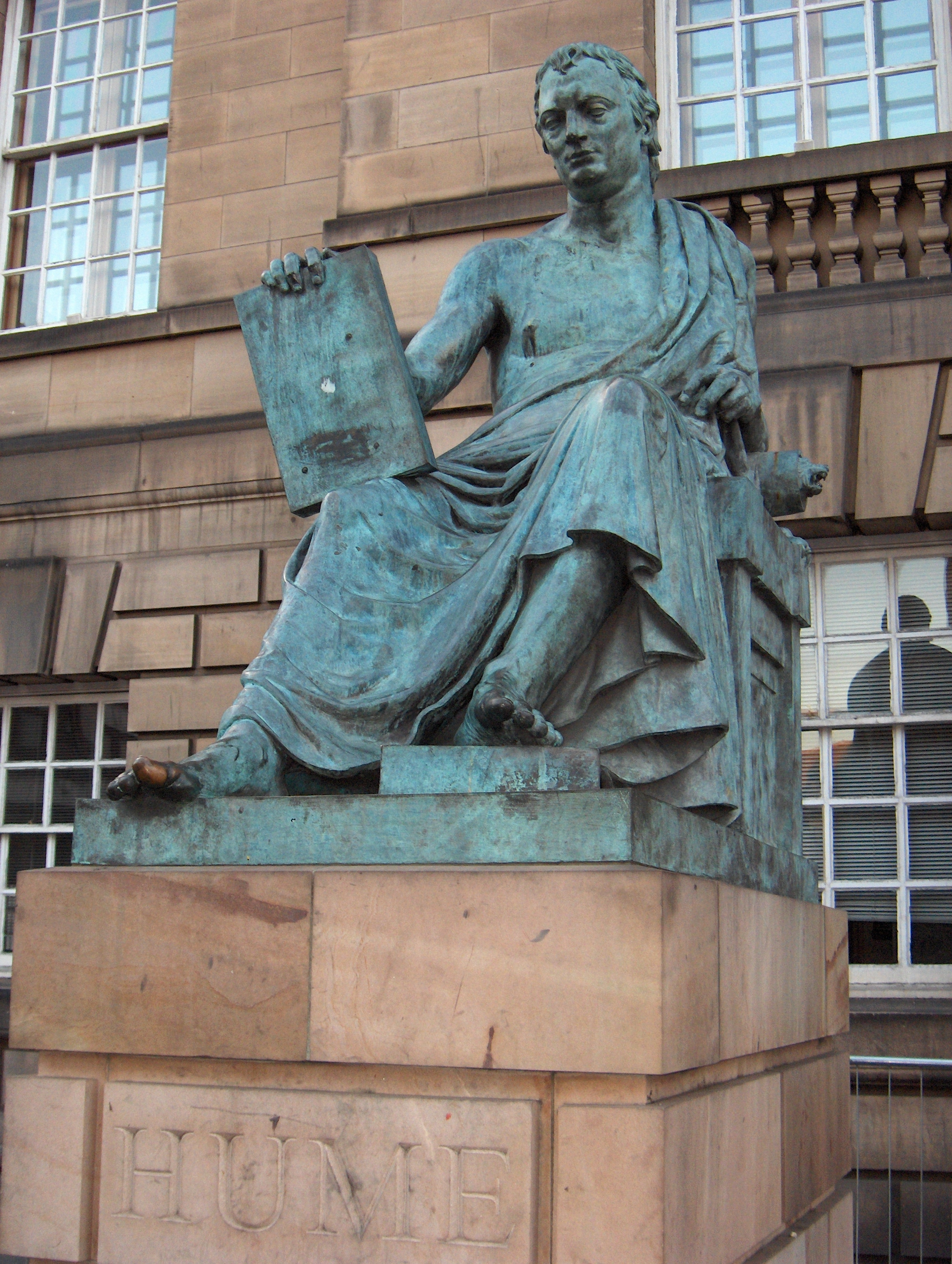
Statue de David Hume à Édimbourg, sur le Royal Mile

#### Perceptions de l'esprit
Hume prend pour point de départ de son enquête ce qu'il appelle les perceptions de l'esprit. Ces perceptions sont de deux sortes :
- les impressions : « Les perceptions qui entrent avec le plus de force et de violence, nous pouvons les nommer impressions ; et sous ce terme, je comprends toutes nos sensations, passions et émotions, telles qu’elles font leur première apparition dans l’âme. »[15]
- les idées : « Par idées, j’entends les images affaiblies des impressions dans la pensée et le raisonnement. Telles sont, par exemple, toutes les perceptions excitées par le présent discours, à l’exception seulement de celles qui proviennent de la vue et du toucher, et à l’exception du plaisir immédiat ou du désagrément qu’il peut occasionner. »[15]

Cette division correspond à la différence entre sentir et penser : « Chacun, de lui-même, percevra facilement la différence entre sentir et penser. »

##### Divisions des perceptions de l'esprit
Cette division générale des perceptions de l'esprit ne rend pas compte des différentes sortes d'idées et des différentes sortes d'impressions, ni des relations qui peuvent exister entre elles. Hume introduit dans ce but une distinction entre idée simple et idée complexe :

« Il existe une autre division de nos perceptions, qu’il conviendra d’observer, et qui s’étend à la fois à nos impressions et à nos idées. C’est la division entre perceptions SIMPLES et perceptions COMPLEXES. »

À partir de cette nouvelle division, Hume examine la question du rapport entre ces deux sortes d'idées et les impressions. Toutes les idées simples viennent d'impressions simples, alors que les idées complexes peuvent n'être que dérivées d'idées simples, sans venir directement de l'expérience.

###### Idées simples
Pour David Hume, toutes les perceptions de l'esprit sont d'abord des impressions, et leur réalité n'est pas, à proprement parler, l'objet d'une connaissance : c'est une pure donnée dont nous ignorons la causalité. Sur cette base, les idées semblent n'être toujours, et n'être rien d'autre, que des reflets affaiblis des impressions : bien que, selon cette thèse empiriste, il existe une transition naturelle entre une impression et une idée (comme le montrent le rêve et la folie), la différence reste nette et intuitivement connue. Mais il s'ensuit que la différence entre impressions et idées n'est pas une différence de nature, mais de degrés : les impressions sont plus fortes et vivantes que les idées.
C'est en partant de cette conception de l'idée que Hume s'efforce de démontrer le premier point, à savoir que les idées simples viennent toujours d'impressions simples, et il fait pour cela appel à l'expérience : peut-on produire une idée simple à laquelle ne correspond aucune impression ? Il propose, pour tenter de résoudre cette question, une expérience de pensée, illustrée par cette image :

Peut-on avoir l'idée de la nuance manquante, sans en avoir d'abord une impression ?

Voici la réponse de Hume à l'expérience de pensée qui consiste à se demander s'il est possible pour un homme de remplacer la nuance particulière par l'imagination:

« Peu de personnes, je crois, seront d'avis qu'il ne le peut pas; et cela peut servir de preuve que les idées simples ne dérivent pas toujours des impressions correspondantes; toutefois, le cas est si singulier qu'il est à peine digne de remarque et qu'il ne mérite pas que, pour lui seul, nous modifiions notre maxime générale. »

L'enjeu de cette expérience est de savoir s'il existe ou non des idées innées, et la thèse fondamentale de Hume est donc la suivante :

« ...toutes nos idées simples, à leur première apparition, dérivent d’impressions simples, qui leur correspondent et qu’elles représentent exactement. »

###### Idées complexes et relations
Les idées ne sont pas seulement des objets inertes de l'esprit, elles se présentent dans l'imagination selon certaines relations remarquables et avec une cohérence qui les rendent le plus souvent « intelligibles ». Il y a, pour Hume, sept relations fondamentales (qu'il appelle « relations philosophiques ») :
- ressemblance ;
- contrariété ;
- degrés d’une qualité quelconque ;
- proportion de quantité ou de nombre ;
- identité ;
- relations de temps et de lieu ou contiguïté ;
- causalité.

Ces relations sont celles avec lesquelles l'esprit relie spontanément des perceptions ou des idées. Elles lui sont naturelles, c'est-à-dire qu'elles constituent la logique avec laquelle il relie des idées. Sur ces sept relations, seules les quatre premières sont susceptibles de certitudes ; les trois dernières, en effet, soit n'existent que dans l'esprit (identité, contiguïté), soit ne peuvent pas être directement perçues par l'esprit (causalité).
Les impressions et les idées sont les atomes ultimes dont la combinaison ou la fusion (qui s'opère selon une ou plusieurs des relations ci-dessus selon les cas) constitue l'intégralité du monde empirique, moral et intellectuel. Impressions et idées sont ainsi les seules sources de nos connaissances. Ultimement, pour Hume, toute la philosophie, en y comprenant la théorie de la science de l'homme, la philosophie des sciences et les sciences elles-mêmes, se ramène à la philosophie de l'esprit.

##### Nominalisme
L'analyse des idées conduit Hume à formuler une théorie nominaliste des idées abstraites ainsi que de la notion de substance ; cette théorie tient un rôle important dans l'examen de la genèse de toutes nos notions générales, qu'il s'agisse, par exemple, de l'espace et du temps, ou de la justice.
Selon Hume, toute idée est une idée particulière : quand nous nous représentons une idée supposée générale, ou abstraite, dans l'imagination, nous concevons une certaine idée déterminée dérivée d'une impression. Par conséquent, nous n'avons pas l'idée de la table en général, mais nous avons une idée de tel objet particulier (avec une certaine forme, une certaine couleur, etc.). La généralité de l'idée est une qualité qui lui est ajoutée, qualité par laquelle l'esprit rassemble une collection d'objets, et donc d'impressions, sous un même terme. Cet acte de rassemblement est l'effet d'une habitude de l'esprit, lorsqu'il remarque certaines ressemblances entre des objets de l'expérience.

##### Objet de la science de la nature humaine
Cette classification des perceptions de l'esprit permet de saisir l'objet exact de l'enquête humienne : quoique Hume soit qualifié d'empiriste et que cette qualité puisse suggérer que la pensée de Hume se porte sur les objets extérieurs perçus par les sens en tant que tels, sa philosophie consiste d'abord en un examen et une classification des perceptions de l'esprit et de leurs relations. Mais puisque la thèse fondamentale de Hume est que toute idée simple provient d'une impression qui lui correspond, l'ensemble de l'enquête sur la nature humaine a, de manière plus précise, pour objet d'analyser la relation de causalité entre idées et impressions dans tous les domaines, en particulier intellectuel, moral et politique :

« Ainsi, nous trouvons que toutes nos idées simples et impressions simples se ressemblent les unes les autres ; et comme les idées complexes et impressions complexes sont formées à partir d’elles, nous pouvons affirmer en général que ces deux espèces de perceptions se correspondent exactement. Ayant découvert cette relation, qui ne requiert pas d’examen supplémentaire, je suis curieux de trouver quelques autres de leurs qualités. Considérons ce qu’il en est de leur existence, et lesquelles, des impressions et des idées, sont causes, et lesquelles sont effets.
L’examen complet de cette question est le sujet du présent traité ; et nous nous contenterons donc ici d’établir une unique proposition générale : que toutes nos idées simples, à leur première apparition, dérivent d’impressions simples, qui leur correspondent et qu’elles représentent exactement. »

##### Divisions de la science de la nature humaine
Ayant proposé une division des perceptions de l'esprit, Hume expose le plan qu'il suivra tout au long du Traité de la nature humaine. Il peut sembler logique, dit Hume, de commencer par l'analyse des impressions, puisque les impressions de sensation sont premières par rapport aux idées qui en dérivent. Toutefois, il y a deux raisons de ne pas suivre cette logique : en premier lieu, les impressions de sensation relèvent non de la philosophie, mais de la physiologie et de l'anatomie ; en second lieu, les impressions de réflexions (passions, émotions, etc.) ont lieu à la suite des idées. Dans l'ordre philosophique, ce sont donc les idées qui viennent en premier :

« Et comme les impressions de réflexion, à savoir les passions, les désirs et les émotions, qui méritent principalement notre attention, naissent pour la plupart d’idées, il sera nécessaire de renverser la méthode qui, à première vue, semble la plus naturelle, et, afin d’expliquer la nature et les principes de l’esprit humain, de rendre raison de façon particulière des idées, avant de passer aux impressions. »

Le plan sera alors le suivant : les idées, qui sont en premier lieu les copies des impressions de sensation, font l'objet du livre I du Traité de la nature humaine, sur l'entendement. Les impressions dérivées, c'est-à-dire les impressions d'impressions et les impressions d'idées, font l'objet des livres II (sur les passions) et III (sur les impressions morales).

#### Idées d'espace et de temps
Ces idées ne sont examinées que dans le Traité de la nature humaine : Hume n'y reviendra plus par la suite. Il n'y accorde pas une grande importance et aborde essentiellement ce sujet pour montrer que les thèses cartésiennes se trompent à leur sujet. Pour Descartes, la matière est équivalente à l'espace. Il y a une substance partout où il y a largeur, longueur, profondeur. Il ne peut donc y avoir d'atome, car il ne saurait y avoir de limite à la division de l'étendue géométrique.
Cette caractérisation de l'espace-temps est importante dans la mesure où elle annonce la conception humienne de l'identité. En effet, dans les derniers chapitres du livre I du Traité, Hume attaque la notion d'identité métaphysique (l'idée qu'une chose serait, ou pourrait être, « en soi » elle-même et rien d'autre) et montre que l'identité est une construction de l'esprit, qui discrimine par lui-même des objets que l'on ne peut pas distinguer en soi les uns des autres.

#### Connaissance

##### Notion de probabilité
Hume distingue entre deux modes du connaître : la connaissance, en propre, et la probabilité. La première concerne strictement les relations entre idées, alors que la seconde traite les choses de fait. Cette opposition est centrale pour toute la philosophie humienne car elle exprime l'idée que la connaissance empirique issue de notre rencontre avec le monde, ne peut être rationnellement justifiée jusqu'à ses fondements. La probabilité recoupe en ce sens le fameux problème de la causalité, car, une fois que la critique sceptique a montré comment notre habitude d'associer causalement les évènements ne repose pas sur un fondement rationnel, la solution est de faire confiance à nos sens. En effet, dans la majeure partie des cas, c'est-à-dire avec une plus grande probabilité, ils ne nous trompent pas.

##### Relation de causalité
Quand un événement est la cause d'un autre, on pense bien souvent savoir ce qu'il en est de la connexion entre les deux termes de la causalité, connexion censée faire suivre le second terme du premier. Or, remarque Hume, nous ne percevons rien d'autre dans une série d'événements que les événements qui la constituent ; autrement dit, notre connaissance d'une connexion nécessaire n'est pas empirique. Mais d'où, hormis de la perception, pourrions nous tenir cette connaissance ? Hume nie que nous puissions avoir une idée de la causalité autrement que par le fait que deux événements se sont toujours succédé : nous formons alors une sorte d'anticipation, qui nous représente que le second terme doit se produire, quand le premier se produit. Cette conjonction constante de deux événements et l'attente ou anticipation qui en résulte pour nous est tout ce que nous pouvons connaître de la causalité : nos idées ne peuvent pénétrer plus avant dans la nature de la relation de la cause à effet.
Quoi qu'il en soit, le problème demeure de savoir ce qui justifie notre croyance en la connexion causale et en quoi cette connexion consiste. Pour Hume, cette croyance est une sorte d'instinct, fondé sur le développement de nos habitudes. Cette croyance est donc impossible à éliminer, et ne peut être ultimement prouvée par aucune sorte d'arguments (déductifs ou inductifs).
Un débat d'interprétation, toujours ouvert, a lieu autour de la question de savoir si Hume croyait réellement en l'existence d'une causalité hors de l'esprit. Longtemps, un grand nombre de commentateurs ont estimé que Hume ne croyait pas en l'existence de la causalité et qu'il était uniquement sceptique. Cette interprétation est remise en cause par plusieurs commentateurs depuis plusieurs décennies, notamment par Michel Malherbe en France. En effet, Hume fait de la causalité un usage étendu : en tant qu'historien, il s'en sert pour retisser le fil causal des faits historiques qu'il mentionne ; ailleurs, tout au long de son œuvre, il la présuppose en tant qu'elle constitue la trame du fonctionnement effectif des phénomènes.
Kant, qui se dira plus tard « réveillé de son sommeil dogmatique » par cette approche, l'utilisera en inaugurant la théorie transcendantale dans sa Critique de la raison pure.

##### Induction
Le concept d'habitude tient une place fondamentale dans la pensée de Hume. Puisque nous ne percevons pas la causalité de manière directe, la croyance se forge non pas par une perception directe de ce qui relie plusieurs phénomènes, mais par la conjonction constante entre deux phénomènes ou plus. Par exemple, lorsque nous avons en face de nous un feu ou un objet enflammé, nous pouvons généralement sentir sa chaleur : la conjonction entre les deux phénomènes, le feu et la chaleur, nous permet de croire (et de savoir) que le feu chauffe. Cette expérience répétée augmente la force de notre croyance, en proportion de son intensité et du nombre de fois où elle se répète.
Comme ceci suppose que la croyance se développe à travers le temps, nous pensons instinctivement que le passé est un guide fiable par rapport au futur. Par exemple, les lois des orbites permettent de décrire les comportements passés des planètes, et de là nous supposons que ces lois fonctionnent aussi bien pour les comportements futurs. Mais comment ce principe d'induction que nous supposons peut-il être justifié ? Hume évoque deux possibilités mais les critique toutes les deux.
- En premier lieu, le futur doit ressembler au passé, et cela découlerait d'une nécessité  logique. Cependant, Hume remarque que nous pouvons concevoir un monde irrégulier et chaotique où le futur n'aurait aucun point de comparaison avec le passé, ou plus simplement, un monde comme le nôtre, régulier jusqu'à aujourd'hui, mais qui changerait ensuite complètement. Il n'y a donc aucune nécessité logique dans le principe d'induction.
- La seconde justification fait seulement appel à la fiabilité passée de l'induction : cela a toujours fonctionné avant, donc cela fonctionnera certainement par la suite. Mais cette justification est une pétition de principe, parce qu'il fait appel à l'induction pour la justifier.

Pour Hume, il semble que nous ayons un instinct qui nous porte à croire que le futur sera semblable au passé, instinct fondé sur l'habitude, exactement comme pour la causalité. Cette croyance spontanée, selon laquelle le futur sera semblable au passé sur le plan des règles de causalité, fait partie du fonctionnement de l'esprit. Nous ne pouvons pas la rejeter sans rejeter aussi une part essentielle du processus qui nous permet de créer de la connaissance et du savoir. Ainsi, lorsqu'il modélise le fonctionnement de l'esprit humain, Hume a lui-même recours à l'habitude et à l'observation (y compris celle des perceptions de l'esprit, c'est-à-dire des idées) pour dégager des principes.
Selon Karl Popper, le philosophe écossais aurait été le premier à avoir bien clarifié le problème de l'induction, que Popper nomme « le problème de Hume ». Mais selon Popper la solution apportée par Hume à ce problème serait insatisfaisante, parce que Hume en arriverait à une conception irrationnelle de la constitution de la connaissance.

#### Identité du moi
Nous n'avons pas d'impression particulière d'un moi, mais nous lui rapportons des idées et des impressions. Nous avons spontanément l'impression que notre moi est un, qu'il est unifié, alors que les impressions que nous recevons, elles, changent. Lorsqu'il commence à analyser le concept de moi, à la fin du livre I du Traité, Hume propose le raisonnement suivant : le moi est supposé stable et substantiel, alors que toutes les impressions sont variables. Il n'y a donc pas d'impression à partir de laquelle nous pourrions dériver une idée du moi. Le « moi », s'il est une idée, semble donc a priori une idée fictive.
Cette conception rompt avec la métaphysique classique, illustrée par le cogito cartésien. Elle rejette la conception substantialiste de l'âme (selon laquelle celle-ci serait une substance métaphysique immatérielle, immortelle, ontologiquement différente des phénomènes « réels »), conception dogmatique qui repose sur la foi plutôt que sur la raison ou l'expérience, et que rien ne prouve. Dès le départ, Hume devait rejeter une telle conception : la science de l'homme cherche à analyser et à comprendre le fonctionnement de l'esprit ; elle suppose d'emblée que l'esprit est un phénomène, soumis aux mêmes lois de causalité que tout autre phénomène dans l'univers, et qu'on peut l'étudier par les mêmes moyens. Seulement, l'esprit est constitué par divers éléments (les différentes « relations philosophiques », l'imagination…) et il voit se déverser en lui des perceptions parfois très diverses. Pourtant, nous croyons spontanément en l'existence du moi, en l'idée que nous sommes un esprit unifié. Comment l'idée de moi naît-elle des lois du psychisme humain ?
Nous avons tendance à penser que nous sommes toujours la même personne, que notre moi actuel est le même qu'il y a cinq ans, malgré les changements qui affectent de nombreux aspects de notre personnalité. Nous pourrions, à partir de là, rechercher un soi sous-jacent, un substrat qui demeure le même sous les autres changements, puis nous demander quelle est sa nature et ce qui le distingue des accidents qui nous affectent.
Mais Hume nie que nous puissions faire la moindre différence entre un tel moi mystérieux et les changements dont on prétend qu'ils lui appartiennent ou qui en découlent. Donc, lorsque nous nous examinons nous-mêmes, nous ne pouvons seulement percevoir que des ensembles d'idées et de sentiments. L'introspection ne permet jamais de percevoir une substance que nous pourrions appeler « MOI ».
À ce niveau de l'enquête, le moi n'est rien d'autre qu'un agrégat de perceptions liées, et, selon Hume, ces perceptions n'appartiennent à rien puisqu'elles composent le moi lui-même. L'âme serait ainsi une communauté qui possède une certaine identité, non en vertu de son essence, mais par la composition d'éléments changeant continuellement. Le problème de l'identité du moi se transforme alors, pour Hume, en celui de l'unité de l'expérience individuelle, car l'esprit ne peut saisir de relation réelle qui expliquerait que certaines sensations et pas d'autres forment un tout composé appelé « moi ». La nature de cette cohésion demeure inexpliquée, et Hume, revenant sur sa théorie dans l'appendice du Traité, déclarera que cette théorie du moi ne le satisfait pas complètement.
Le philosophe ne reviendra plus sur ce sujet par la suite. Dans l'Enquête sur l'entendement humain, où Hume reprend ses thèses sur le primat de l'expérience et le fonctionnement de l'esprit humain, la question de l'identité n'est pas abordée. Une interprétation insistant beaucoup sur le scepticisme de Hume pourrait prétendre que cela est dû au fait qu'il ne trouve pas de solution au problème. Si l'on prend en compte l’œuvre globale de Hume, et même la fin du livre II ainsi que le livre III du Traité, il apparaît que la solution au problème de l'identité sort de la philosophie. En effet, si l'on considère un individu abstrait (tel que l'esprit individuel modélisé dans le Traité), il est difficile de trouver quelque chose qui constitue son identité, en dehors du fonctionnement logique de son esprit. Ce fonctionnement logique ne suffit pas à garantir l'identité de l'individu, puisqu'il constitue tous les individus en tant qu'il est la nature humaine. La seule solution au problème de l'identité est en réalité historique : c'est par et dans l'histoire que l'individu forge son identité, qu'il la constitue, et qu'il devient un moi unifié. L'esprit individuel ou le moi existe ainsi en tant qu'unifié par son propre fonctionnement. Seulement, cette unification est un processus constant, processus déjà présent en germe dans le fonctionnement effectif de l'esprit (tel que Hume tente de le modéliser dans les livres I et II du Traité) et inséparable de l'histoire particulière de chaque individu.
Les neurosciences apportent aujourd'hui un nouvel éclairage sur ce problème avec par exemple la notion d'homéostasie que ne pouvait pas connaître Hume (voir Damasio)

### Passions
Un exemple de mise en œuvre d'une méthode expérimentale dans le domaine de la science de l'homme est l'analyse des passions du livre II du Traité de la nature humaine. Partant d'une analyse de quelques cas particuliers (l'orgueil et l'humilité), Hume construit une théorie des passions. Il la met ensuite à l'épreuve en examinant plus à fond ces deux passions. Passant à d'autres cas, il tente de montrer que l'on peut étendre cette théorie, en lui faisant subir quelques corrections. Les nouveaux cas s'intègrent ainsi à la théorie. Mais, outre la confrontation à des cas variés que fournit l'expérience, Hume propose des expérimentations de sa théorie, en élaborant des expériences de pensées dans lesquelles différentes circonstances liées aux passions sont soumises à des variations. Ces expérimentations permettent autant de confirmer la validité de la théorie, que de montrer qu'elle est capable de rendre compte de cas en apparence contraires. Ainsi, non seulement la théorie est-elle élaborée par induction, mais sa fonctionnalité (rendre compte du mécanisme de toute passion, même dans les cas qui posent problème) est démontrée.
Conformément à la division des perceptions de l'esprit en impressions et en idées, Hume, après avoir étudié l'entendement, propose une théorie des passions, c'est-à-dire des impressions secondaires. Cette division est rappelée et développée au premier chapitre du Livre II du Traité. Cette division peut être représentée de la manière suivante :
```
                                            __
Domaines des Impressions originales    |
 sciences            |                   |    |
                     |                   |    |
                     |                   |    |
Entendement          |                 Idées  | "Perceptions"
                     |                   |    |
Passions et          |  → Impressions ←  |    |
sens moral secondaires        _|
```

Cette division des idées retrace la théorie humienne de la genèse des idées, fondée sur le premier principe de la nature humaine : "toutes nos idées simples dérivent d'impressions simples qui leur correspondent et qu'elles représentent exactement" (principe de priorité des impressions). Des idées simples et des impressions premières dérivent encore les impressions secondaires, elles-mêmes source de nouvelles idées.
L'ensemble de ces faits mentaux est désigné par le mot "perceptions" dans la philosophie de Hume.
L'ensemble du livre II sur les passions se propose de démontrer expérimentalement un système des passions décrivant la mécanique des passions, d'expliquer la causalité de nos actions et d'établir comment les passions donnent certains sens existentiels au monde empirique, limité par l'espace et le temps, dans lequel nous vivons.

#### Système des passions
Toutes les passions sont pour Hume simples et uniformes. Elles sont en outre des impressions d'existence originelles, échappant de ce fait au domaine de la raison, comme Hume le fera apparaître en détail dans son analyse de la volonté.
Hume ne propose pas de définir les passions (ce qui est impossible, puisqu'elles sont simples et originelles), mais d'en décrire les circonstances :

« […] Les passions de l’ORGUEIL et de l’HUMILITÉ étant des impressions simples et uniformes, il est impossible de jamais en donner une juste définition par une multitude de mots, et c’est aussi le cas pour les autres passions. Tout au plus pouvons-nous prétendre les décrire en énumérant les circonstances qui les accompagnent […]. »

Cette description prend la forme d'une théorie des relations entre impressions, qualités, sujet des qualités et objets de la passion. Ces notions forment un système, terme qui ne renvoie pas à une théorisation purement intellectuelle des passions, mais à la démarche empirique de Newton. Hume espère ainsi établir un système sur la base d'un petit nombre de principes capables de rendre compte des phénomènes étudiés, de la même manière que les scientifiques s'efforcent de rendre compte des mécanismes de la nature en ne multipliant pas les principes explicatifs : il s'agit d'être économe en hypothèses et de confronter les principes à des expérimentations afin de confirmer la justesse du système (principe de parcimonie ou rasoir d'Ockham).
Par qualité, Hume entend certaines propriétés, telle que la beauté, susceptibles de produire en nous des impressions. Par sujet, Hume entend l'objet (chose, être vivant) porteur de ces qualités. Par objet de la passion, Hume entend l'objet auquel la passion est rapportée. Par exemple, analysant la passion de l'orgueil, Hume discerne les conditions suivantes : un certain sujet doit produire en nous un sentiment agréable par quelqu'une de ses propriétés ; ce sujet doit nous être relié de quelque manière, en sorte qu'il se produit une transition entre le sentiment de la qualité et notre moi. Ce moi, en tant qu'il est ainsi relié à une qualité, est alors l'objet propre de la passion de l'orgueil. Ainsi, la propriété d'un bien digne d'éloge est pour son propriétaire un sujet d'orgueil.
Cette analyse de l'orgueil, et de son contraire, l'humilité, permet à Hume de montrer le mécanisme de transition qui se produit au sein d'une double relation : une première relation, d'impression, originellement indépendante de la passion ; une seconde relation, d'idée, par laquelle la sensation est reliée à celui qui éprouve la passion. La sensation originelle est donc "transfusée" du sujet au moi. L'absence de l'une ou l'autre de ces relations empêche ou détruit la passion. Afin de confirmer cette théorie de la double relation, Hume multiplie les expérimentations, c'est-à-dire qu'il invente des situations en faisant varier les éléments qui entrent en jeu. Ces expérimentations sont ainsi des expériences de pensées qui doivent montrer la pertinence du système pour décrire les mécanismes qui produisent ou empêchent la production d'une passion.

#### Volonté
La volonté et le libre arbitre, ou liberté de la volonté, sont analysés par Hume comme des passions. La discussion à propos de la liberté est l'occasion d'établir la motivation de nos actions et de décrire le système des passions d'une manière cette fois dynamique.
Le libre arbitre décrit la propriété qu’aurait la volonté humaine de se déterminer librement — voire arbitrairement — à agir et à penser, par opposition au déterminisme ou au fatalisme, qui affirment que la volonté est déterminée dans chacun de ses actes par des forces qui l’y nécessitent. L'alternative que pose Hume est la suivante : ou bien nous n'avons aucun motif lorsque nous voulons, ou bien la volonté est toujours déterminée. La première partie de l'alternative se révèle absurde, car elle a pour conséquence que, si notre volonté est libre, alors nos volitions sont le fruit du hasard : ainsi serions-nous fous ou irresponsables, et nos actes ne refléteraient rien de substantiel ou de fondamental en nous.
La thèse de Hume est ainsi que la doctrine de la liberté de la volonté détruit la morale, alors que nous raisonnons quotidiennement d'après la doctrine de la nécessité : nous supposons en effet continuellement que les actes d'autrui ont une motivation, et il ne peut en aller autrement si nous supposons que le comportement d'autrui est intelligible. Par conséquent, ces actes sont déterminés et propres à un individu selon son tempérament et ses dispositions ; dans cette mesure seulement, un individu peut être blâmé ou loué.

#### Phénoménologie de l'espace et du temps
Les passions ne se contentent pas de modifier nos rapports aux choses, à nous-mêmes et à autrui. Elles ont de nombreux effets sur les conditions mêmes de l'expérience que sont le temps et l'espace, et sur la perception que nous en avons. Elles leur donnent une dimension vécue dont Hume donne quelques exemples.
Ainsi, l'opposition du haut et du bas, en tant que valeurs, n'a-t-elle aucun fondement objectif : les humains associent en effet, dans de nombreuses cultures, la hauteur avec la noblesse et la puissance, et le bas avec la bassesse morale, la faiblesse, etc. Aucune donnée de l'expérience ne peut rendre compte de cette manière de sentir l'espace et d'y organiser des croyances, dont certaines sont religieuses (le Ciel par opposition aux Enfers). En revanche, on peut partir de notre situation spatiale objective, et noter que notre corps doit fournir plus d'efforts pour monter (et encore ceci a-t-il des limitations, car nous ne pouvons nous délivrer de la gravité) que pour descendre (tomber). Or, les efforts que nous fournissons dans d'autres domaines, par exemple intellectuels, sont associés au plaisir de l'exercice, à l'excellence, à la jouissance ressentie lors de la réalisation d'une activité ardue. L'effort produit donc des passions agréables.

« Tout ce qui soutient et enfle les passions nous est agréable et, au contraire, tout ce qui les diminue ou les affaiblit est déplaisant. Comme l’opposition a le premier effet et que la facilité a le second, il n’est pas étonnant que l’esprit, en certaines dispositions, désire la première et ait une aversion pour la seconde. »

Par transition, le haut se trouve alors coloré par ces passions.

« Donc, puisque l’imagination, en allant du bas au haut, trouve dans ses qualités et ses principes internes une opposition et puisque l’âme, quand la joie et le courage l’élèvent, recherche d’une certaine manière l’opposition et se jette avec empressement sur un théâtre de pensée ou d’action où son courage trouvera de quoi se nourrir et s’employer, il s’ensuit que tout ce qui donne de la vigueur à l’âme, tout ce qui l’anime, que ce soit en touchant les passions ou que ce soit en touchant l’imagination, communique naturellement à la fantaisie cette inclination à l’ascension et la détermine à aller contre le cours naturel de ses pensées et de ses conceptions. Ce progrès ascensionnel de l’imagination s’adapte à la présente disposition de l’esprit ; et la difficulté, au lieu d’éteindre sa vigueur et son empressement, a l’effet contraire, elle les soutient et les accroît. La vertu, le génie, le pouvoir et la richesse sont pour cette raison associés à la hauteur et au sublime alors que la pauvreté, l’esclavage et la folie sont liés à la descente et à la bassesse. »

Si l'on regarde certaines croyances religieuses, comme la croyance aux anges, on voit alors que ces croyances répondent à ce schéma : les anges sont des natures purement élevées, pour lesquelles la hauteur est naturelle, et qui ne sont donc qu'une inversion de notre manière de ressentir l'espace. Hume suggère ainsi que les superstitions religieuses sont des reflets de l'existence humaine.

### Morale
Puisque Hume divise les perceptions de l'esprit, c'est-à-dire tout ce dont nous pouvons avoir connaissance, en impressions et idées, il s'ensuit que la morale relève soit d'un discernement rationnel (idée), soit d'une certaine impression qu'il s'agirait d'identifier. Pour établir le second terme de l'alternative, il doit suffire, aux yeux de Hume, de réfuter la première hypothèse. Le Livre III du Traité commence donc par une réfutation détaillée du rationalisme en morale.

#### Critique du rationalisme moral
Hume propose deux arguments pour réfuter la théorie selon laquelle nous distinguons ou déterminons le bien et le mal à l'aide de la raison. Ces deux arguments reposent sur sa théorie des passions.
Le premier argument consiste à définir la raison comme une faculté de distinguer le vrai et le faux. Or, vrai et faux n'existent que par une relation entre l'idée d'un objet et l'impression de cet objet. Hume ayant défini la passion comme une impression d'existence originelle, elle ne saurait être rapportée à rien d'autre qu'elle-même. Autrement dit, une passion n'est ni vraie ni fausse. La conclusion est donc que la raison ne saurait rendre compte des impressions morales.
La vérité et la fausseté consistent en un accord ou un désaccord avec soit les relations réelles des idées, soit l’existence réelle et les choses de fait réelles. 

« Donc, tout ce qui n’est pas susceptible de cet accord ou de ce désaccord n’est pas capable d’être vrai ou faux et ne saurait être un objet de notre raison. Or il est évident que nos passions, nos volitions et nos actions ne sont pas susceptibles de cet accord ou de ce désaccord car ce sont des réalités et des faits originaux, complets en eux-mêmes et qui n’impliquent aucune référence à d’autres passions, volitions et actions. Il est donc impossible qu’elles soient déclarées ou vraies ou fausses et qu’elles soient ou contraires ou conformes à la raison. »

Le second argument consiste à rappeler que la raison, comme Hume l'a démontré au livre II du Traité de la nature humaine, ne produit aucune action. Or la moralité influence nos passions et nos actions. Donc, si tel est le cas, la raison ne saurait déterminer le bien et le mal dans nos actions.

« Ainsi, somme toute, il est impossible que la distinction entre le bien moral et le mal moral puisse être faite par la raison puisque cette distinction a une influence sur nos actions et que la raison seule en est incapable. La raison et le jugement peuvent certes être la cause médiate d’une action en incitant à une passion ou en l’orientant mais cela ne veut pas dire qu’un jugement de ce genre, par sa vérité ou sa fausseté, s’accompagne de vertu ou de vice. Quant aux jugements qui sont causés par nos actions, ils peuvent encore moins donner ces qualités morales aux actions qui sont leurs causes. »

Puisque la raison est impuissante dans le domaine pratique, seule une impression peut prétendre au statut de sens moral. C'est ce statut en lui-même qui est ici mis en cause ; il reste que la raison permet de discerner ce sur quoi il y peut y avoir jugement moral ; par conséquent, le sens moral, a-rationnel considéré en lui-même, n'est pas pour autant irrationnel.

#### Sens moral
Mais à l'encontre de ces attaques contre le rôle de la raison dans l'appréciation du comportement, Hume argumente que la conduite immorale n'est pas telle en s'opposant à la raison. Il soutient que les croyances morales sont intrinsèquement motivées, puisque croire que tuer est un crime, c'est de ce fait être motivé par un principe moral interne à ne pas tuer et à blâmer ce crime. Il remarque alors que la raison seule ne peut rien motiver, elle découvre seulement des vérités de fait et de logique, et cela ne dépend que de nos désirs et préférences de savoir si ces vérités pourront nous inciter à l'action.
La raison seule ne produit donc pas de croyance morale. Pour Hume, la morale repose ultimement sur le sentiment, la raison ne faisant que préparer la voie à nos jugements sensibles par l'analyse des problèmes moraux. Ces arguments contre les fondements rationnels de la morale sont devenus des arguments antiréalistes : pour un fait moral, être un fait réel existant dans le monde et être une source intrinsèque de motivation sont deux choses entièrement différentes. Il n'y a donc aucune raison de croire en la réalité des faits moraux.

#### Fondement sociopolitique de la morale
Pour Hume, il n'y a pas de motifs moraux sans société. Si la nature fournit la matière, comme nos dispositions et intérêts, c'est par l'institution que les individus peuvent élargir leur horizon moral et c'est par l'éducation et les artifices des hommes politiques que nos motifs finissent par être interprétés d'une manière proprement morale.

##### Origine des sociétés
En recherchant l'origine du sens moral de la justice, Hume est conduit à exposer une théorie de l'origine des sociétés. Pour Hume, en effet, il n'y a pas de justice sans convention. Il faut donc tout d'abord expliquer l'origine des conventions, pour expliquer ensuite la justice, et le sens de la justice qui en découle.
L'origine des conventions ne peut être, aux yeux de Hume, les finalités que l'on attribue à une société : il est absurde de penser que les sociétés ont été créées dans le but de jouir de certains avantages, comme un plus grand pouvoir, une répartition avantageuse des tâches et une plus grande sécurité des biens, alors que ces avantages ne sont pas connus dans un état supposé de nature (et pour Hume imaginaire et d'un intérêt philosophique quasi nul). À l'état inculte, l'homme a en effet une vision très limitée de son existence et de ses rapports à autrui. Il n'est pas capable de concevoir spontanément le plan d'une société qui lui apporterait des avantages dont il ne peut trouver l'idée nulle part dans l'état où il se trouve.

« Pour former la société, il faut non seulement qu’elle soit avantageuse mais aussi que les hommes soient conscients de ces avantages et il est impossible que, dans leur état sauvage et sans culture, ils soient jamais capables, par l’étude et la réflexion seules, d’atteindre cette connaissance. »

Il faut donc que l'homme constate ces avantages, sans les avoir recherchés. L'origine des sociétés ne peut ainsi relever d'une finalité naturelle inscrite en l'homme et que ce dernier n'aurait plus qu'à découvrir ; il doit s'agir d'une impulsion naturelle.
Cette origine est, pour Hume, l'instinct sexuel. L'attirance des sexes et ses conséquences sont en effet les seules données empiriques qui expliquent que des êtres puissent vivre ensemble et créer ne serait-ce qu'un rudiment de vie sociale. Or, de cette union naissent des enfants dont les parents se soucient, et la conséquence non prévue est que les enfants prennent conscience des avantages d'une telle association.

« Cette nécessité n’est autre que l’appétit naturel entre les sexes qui les unit et conserve leur union jusqu’à ce qu’apparaisse un nouveau lien, le souci de leur progéniture commune. »

##### Justice et propriété
Pour Hume, en prenant conscience des avantages de la société, les hommes comprennent que c'est là la seule manière de stabiliser la propriété. L'homme, en effet, est dans la situation suivante : d'une part, il ne connaît, dans un état supposé de nature, que son intérêt et celui de ses proches, et c'est là pour lui toute la morale : sa propre partialité constitue son sens de la moralité ; d'autre part, les biens extérieurs qu'il possède peuvent lui être enlevés par violence, de même qu'il peut user de violence pour s'emparer des biens d'autrui. Une fois découvert que la société peut accroître la jouissance des biens, l'égoïsme naturel ne disparaît pas, mais trouve logiquement une plus grande satisfaction dans l'établissement d'un cadre commun capable de garantir la propriété. C'est cette garantie qui crée la justice.

##### Règles de la propriété
C'est par la propriété que les relations humaines se stabilisent, permettant aux hommes de s'assurer de leurs biens, de produire des biens de meilleure qualité par la division du travail et d'en posséder plus. Mais cette institution de la propriété, et de la justice, doit encore suivre certaines règles pour satisfaire l'égoïsme humain. Hume énonce plusieurs règles : la propriété doit pouvoir faire l'objet de transferts consentis (échanges).

##### Promesse
Outre la propriété et l'échange, la société repose également sur le respect de la parole donnée. Dans ce cas, comme dans les précédents, il est impossible de supposer que les hommes sont équitables sans supposer ce qui est à démontrer. Pour expliquer la promesse, il faut chercher un motif de tenir sa promesse qui ne soit pas le sens du devoir : c'est au contraire, pour Hume, le sens du devoir qui doit être expliqué par ce motif.

### Économie
Selon Mark Blaug, Hume a fait quatre contributions à l'économie.
Tout d'abord, David Hume est le premier, dans son Essai sur la balance (1752), à décrire le mécanisme d'ajustement des stocks d'or en situation d'étalon-or. En effet, Hume dénonce la crainte infondée partagée par les gouvernements quant à l'éventuelle fuite d'or qui serait provoquée par un déficit commercial. Selon Hume, si l'ensemble des nations commerçantes instaurent le principe de l'étalon-or, un tel schéma est envisageable :
1) Un pays est en déficit commercial (ou en excédent commercial).
2) Il doit régler à partir de l'or possédé (ou se faire rembourser en or). Il enregistre donc des sorties (ou des entrées) d'or.
3) Selon le principe de l'étalon-or, il y a alors contraction de la masse monétaire (ou augmentation) et donc baisse des prix (ou hausse).
4) Le pays devient alors plus compétitif à l'international puisque ses prix sont plus faibles relativement au reste du monde (ou inversement).
5) La balance des paiements est rééquilibrée, avec la même quantité d'or qu'au départ. Ce mécanisme est au fondement de la théorie classique du libre-échange telle qu'elle sera exposée par David Ricardo et approfondie par Nassau William Senior et John Stuart Mill. Par contre, assez curieusement, Adam Smith n'en fait pas mention.
Par ailleurs, Hume développe une théorie selon laquelle l'inflation peut générer plus de production et d'emploi. D'autre part (troisième contribution) il soutient l'idée que Blaug traduit ainsi : « La liberté politique jaillit de la liberté économique (political freedom flows from economic freedom) ». Enfin, la distinction entre économie positive et normative que Senior explicitera dans les années 1830 trouve son origine philosophique dans son Traité de la nature humaine  où il soutient l'idée que Blaug traduit ainsi « vous ne pouvez déduire ce qui doit être de ce qui est (you cannot deduce ought from is ».

### Esthétique
Chez Hume, l'éthique et l'esthétique fonctionnent de la même façon. Les deux proviennent de passions et les deux sont liées à l'utilité, au sens large.
La beauté est une émotion ou un plaisir que nous ressentons lorsque nous percevons quelque chose que nous trouvons beau. Elle existe en nous et non dans l'objet lui-même, c'est pourquoi Hume parle de jugement de goût plutôt que de beau ; le beau et le laid, comme le bien ou le mal moral, sont des productions de l'esprit. Dans le cadre de la science de l'homme, on peut comprendre comment et pourquoi l'esprit produit ces jugements (moraux ou esthétiques), par rapport à quels critères, et dans quelles circonstances.

« Le plaisir et la douleur ne sont pas seulement les compagnons nécessaires de la beauté et de la laideur mais ils constituent leur essence même. Et, en vérité, si nous considérons qu’une grande partie de la beauté que nous admirons chez les animaux et en d’autres objets dérive de l’idée de convenance et d’utilité, nous n’aurons aucun scrupule à donner notre assentiment à cette opinion. La forme qui produit la force est belle chez un animal, celle qui est un signe d’agilité est belle chez un autre. »

Ce qui nous semble beau est d'abord ce qui est utile ou ce qui nous semble bien fonctionner. Un animal pourvu de la forme qu'il faut pour profiter de ses points forts (par exemple, un lévrier très fin ou un Saint-Bernard très costaud), nous semblera beau et suscitera en nous une sensation d'agrément quand nous le verrons. De la même manière, en architecture, un pilier doit être large à sa base et fin en son sommet, car cette forme nous donne une impression de sécurité, alors que la forme inverse évoque en nous la fragilité et suscite en nous de la douleur. Hume déduit de là qu'une belle œuvre d'art est une œuvre qui se caractérise par l'équilibre de ses formes, car ces formes évoquent en nous l'assurance, la solidité, la santé, la vigueur, tandis que des formes déséquilibrées nous font songer à la chute ou à la souffrance.
Si ces émotions sont produites par l'esprit lui-même lorsqu'il perçoit un objet, reste à expliquer comment ce fonctionnement a lieu. Pour cela, Hume a recours au concept de sympathie, concept fondamental dans la pensée humienne. Lorsqu'une forme désagréable, par exemple celle d'un homme malade, suscite en nous le déplaisir, ce déplaisir a lieu dans la mesure où nous sympathisons avec l'homme que nous voyons ou imaginons. Un homme malade souffre de sa maladie, ou du moins le pensons-nous ; or, cette souffrance que nous percevons et/ou imaginons se transmet à nous, par sympathie, et nous la ressentons à notre tour. La sympathie est un instinct humain qui n'est pas mû par un intérêt étroit. Nous pouvons trouver belles les murailles d'une cité dont nous voulons la destruction, parce qu'elles nous donnent une impression de solidité et d'assurance, alors même qu'elles sont un obstacle à la réalisation de notre but particulier. Ainsi, grâce à cette composante désintéressée de l'esprit qu'est la sympathie, l'esthétique et la morale sont à un certain degré désintéressées. Les biens d'un homme riche peuvent être agréables à nos yeux, sans que nous ayons un intérêt qui y soit relié; en revanche, la sympathie peut passer par une relation philosophique, par exemple celle de contigüité, et nous pouvons avoir de la sympathie pour l'homme en question parce qu'il possède des choses que nous trouvons belles.

« À chaque fois qu’un objet a une tendance à produire du plaisir chez son possesseur ou, en d’autres termes, est la cause propre du plaisir, il est sûr qu’il plaît au spectateur par une sympathie délicate avec le possesseur. La plupart des ouvrages de l’art sont estimés beaux en proportion de leur aptitude à être employés par l’homme et même de nombreuses productions de la nature tirent leur beauté de cette source. Élégant et beau, dans la plupart des cas, ce ne sont pas des qualités absolues mais des qualités relatives et elles ne nous plaisent que par leur tendance à produire une fin agréable. »

Cette conception de l'esthétique pose néanmoins un problème. Tout le monde n'a pas les mêmes goûts, certains trouvent tel objet beau alors que d'autres le trouveront passable ou laid. Comment, dès lors, échapper à un relativisme envahissant et maintenir une certaine norme du goût ? Dans la mesure où la nature humaine constitue un fonctionnement invariable de l'esprit humain, n'importe quoi ne peut pas être beau : mais cela ne suffit pas à expliquer les différences de jugement, parfois très fines, qui courent sur une œuvre ou sur une autre. Hume s'attaque au problème dans son essai De la norme du goût (Of the Standard of Taste), où il tente de décrire les qualités d'un bon critique d'art. Un bon critique, dit-il, doit avoir trois qualités :
- une certaine délicatesse de sentiment et d'imagination, une capacité à ressentir les moindres nuances ;
- la pratique assidue de l'étude de l'art ;
- de l'expérience dans la comparaison d’œuvres d'art différentes.

La première qualité n'est qu'une qualité en puissance si elle reste la seule possédée par le critique. Les deuxième et troisième qualités sont en fait constitutives de l'expérience du critique ; plus l'on compare d’œuvres différentes, plus l'on affûte son sens de la comparaison, son goût et les jugements qui en émanent. Un critique cultivé et assidu sera d'autant plus capable de percevoir les moindres nuances d'une œuvre et de porter sur l’œuvre un jugement dans la mesure où il aura cultivé la ou les capacité(s) qui lui permet de porter ce jugement.

### Question de la religion
La religion reste un sujet peu évoqué dans le Traité de la nature humaine. Hume n'en parle qu'en très peu d'occasions. Quand il attaque la conception cartésienne substantialiste de l'âme, il se contente de réfuter Descartes, et prend soin de conclure son chapitre en précisant que la philosophie ne saurait attaquer la religion elle-même. Ainsi, Hume ne réfuterait que le cartésianisme, sans s'attaquer aux dogmes religieux (et notamment chrétiens). Cependant, il critique la crédulité des hommes : il ne relie pas encore celle-ci à la religion, mais ce qu'il en dit annonce clairement les objections contre les miracles de l'Enquête sur l'entendement humain (voir ci-dessous).

#### Miracles
Le thème des miracles est étudié par Hume dans la section X de son Enquête sur l'entendement humain. C'est une occasion pour lui d'appliquer sa vision empiriste du fonctionnement de l'intelligence humaine dans le but de prouver l'impossibilité du miracle.
Selon Hume, si l'expérience nous porte à croire naturellement qu'une cause produira toujours le même effet, et que le futur ressemblera au passé, c'est parce que nous considérons que les phénomènes adviennent selon une probabilité : Il est rare, mais possible, qu'un malade classé tétraplégique se remette à marcher, car cela a déjà été observé. A contrario si je lâche une pierre que je tenais dans ma main, il est certain qu'elle tombera, car à  chaque fois que je l'ai fait elle est tombée, de même que l'ont observé tous les hommes depuis le commencement de l'humanité. C'est par ce modèle que nous tirons ce que l'on appelle les lois naturelles.
Un miracle étant quelque chose qui va à l'encontre de ces lois (comme la résurrection d'un homme), Hume nous explique qu'il est déjà, dans cette définition même, impossible d'y croire. Les lois de la nature sont en effet d'une probabilité si forte (observées par tous, en tous temps et en tous lieux) qu'elles constituent une preuve uniforme définitive contre les miracles.
De plus, il faudrait, pour attester l'existence du miracle, une preuve contraire et supérieure à celle de la loi naturelle, ce qui nécessite un témoignage d'un miracle dont la fausseté serait encore plus miraculeuse que le fait en question.

« Quand un homme me dit qu'il a vu un mort rappelé à la vie, je considère immédiatement en moi-même s'il est plus probable que cet homme me trompe ou qu'il se trompe, ou que le fait s'est réellement produit. Je pèse, l'un en regard de l'autre, les deux miracles [...] Si la fausseté de son témoignage était encore plus miraculeuse que l'événement qu'il rapporte, alors, et alors seulement, il peut prétendre gouverner ma croyance et mon opinion. »

Or, aucun témoignage humain ne saurait remplir cette condition, car un miracle n'est jamais attesté par assez d'hommes d'un savoir, d'un bon sens et d'une éducation dignes d'une confiance absolue, et ces événements ne sont jamais tout à fait publics. De plus, les récits relevant du miracle se retrouvent surtout chez des nations ignorantes et barbares, ce qui forme un argument de plus contre ceux-ci.
Enfin Hume montre que l'étonnement et la croyance naturelle de l'homme envers le merveilleux, lorsqu'ils se mélangent avec le sentiment religieux, annoncent la fin du « bon sens ». Dans ce cas-là, le témoignage de l'homme ne vaut plus rien.
Hume conclut donc que l'on ne peut pas raisonnablement croire au miracle, et qu'une religion fondée et affirmée par ses miracles est une ineptie (mais il se sauve face à la religion chrétienne, qu'il dit fondée uniquement par la foi personnelle).

#### Histoire naturelle de la religion
Avant Hume, il existait deux sortes d'histoire : l'histoire profane et l'histoire religieuse. La première sorte d'histoire s'occupe des faits historiques (tels que les batailles, les règnes, les luttes politiques, etc.) tandis que la seconde suit l'histoire des idées religieuses. La deuxième sorte d'histoire, celle que l'on pouvait appeler « religieuse », faisait dès le départ allégeance au sacré : elle prenait pour acquise la vérité de la Tradition (ou plutôt d'une certaine tradition) et jugeait a posteriori l'histoire des idées religieuses par rapport à cette tradition. C'est le cas par exemple chez Jacques-Bénigne Bossuet, qui a rédigé plusieurs livres importants d'histoire religieuse.
Hume sera le premier à abolir la distinction entre histoire religieuse et histoire profane. En effet, l'histoire religieuse souffre d'un défaut logique : elle prétend étudier une certaine histoire, mais doit d'abord faire allégeance au sacré, autrement dit elle est tenue de le présupposer. L'histoire, dès qu'elle prétend faire allégeance à son objet avant même de l'étudier, commet un cercle logique. L'Histoire naturelle de la religion évite cet écueil. Hume y étudie la religion en tant que phénomène historique, avec une évolution progressive au cours de l'histoire qui serait due à des causes immanentes et non pas à une providence transcendante ou extra-phénoménale. Il ne s'en cache d'ailleurs pas : l'origine de la religion est à chercher dans la nature humaine, donc à travers l'histoire ou par l'histoire, et non comme directement issue de quelque chose de transcendant. Afin de ne pas être accusé d'athéisme, Hume prend néanmoins garde à se déclarer, dès le début également, en faveur de la thèse du dessein intelligent, selon laquelle l'ordre du monde est la preuve que celui-ci a été créé par un démiurge.
On peut distinguer principalement trois étapes dans le développement historique de la religion :
- 1) le polythéisme ;
- 2) le monothéisme ;
- 3) le dessein intelligent[41].

Le polythéisme précède historiquement le monothéisme. Il est le produit immédiat de la nature humaine, la toute première forme de religion. Les premiers hommes, en effet, ne se posent pas la question de la cause première, pas plus qu'ils ne peuvent concevoir l'idée d'un Dieu unique. Ce qu'ils conçoivent en premier, c'est ce qui se trouve immédiatement devant eux, à savoir les forces de la nature (par exemple le vent ou la moisson). Par l'effet de leur imagination, les hommes vont anthropomorphiser ces forces : ils vont leur accorder un esprit, des passions, etc. et tenter de leur plaire. De là les divers dieux des panthéons polythéistes. Puisque les diverses forces de la nature se succèdent et sont parfois contradictoires, les polythéistes en concluent que leurs dieux se battent aussi entre eux. Leur rapport avec les dieux est celui d'un commerce : en échange d'un sacrifice, on demande telle faveur au dieu, et si le dieu ne donne pas satisfaction, on peut s'adresser à un autre dieu concurrent.
Le monothéisme, qui survient par la suite, provient de l'imagination. Un croyant polythéiste pieux, pour plaire à son dieu, tendra à augmenter peu à peu ses attributs. Ainsi, Zeus ou Jupiter, au lieu d'être un dieu parmi les autres, devient le roi des dieux. Mais l'imagination ne s'arrête pas ici, et il est possible d'imaginer que Zeus ou Jupiter soit non seulement le roi des dieux, mais même le seul vrai dieu, voire le créateur exclusif du monde. Aussitôt, il devient Dieu, et les autres dieux s'effacent.
La thèse du dessein intelligent ne survient que bien plus tard dans l'histoire. Cette thèse est, pourrait-on dire, la plus haute et la plus « pure » philosophiquement. Elle repose entièrement sur des arguments a posteriori et n'a pas besoin d'une Révélation pour être fondée : au contraire, elle se veut fondée entièrement sur la science et la réflexion, c'est-à-dire sur des faits traités par la raison, plutôt que sur les aléas de la foi et de la passion. Une telle thèse suppose un certain degré d'évolution intellectuelle, dans la mesure où elle est le produit d'une réflexion longue et s'appuie sur l'essor des sciences de la nature. Le dessein intelligent est en réalité une inférence, reposant sur une induction logiquement élargie. Lorsque nous voyons une montre ou n'importe quel objet manufacturé, nous en inférons que cet objet a été fabriqué par une main humaine, et non par le hasard, en raison de l'ordre qui unit ses parties. L'argument du dessein intelligent consiste à dire qu'il en va de même pour le monde de la nature, dont l'ordre n'a pu qu'être créé par un être conscient (c'est-à-dire par un démiurge ou par Dieu).
Hume prétend se rattacher à cette dernière thèse, mais on peut facilement la déconstruire à l'aide de la critique des miracles au chapitre X de l'Enquête sur l'entendement humain, et elle se voit amplement remise en cause dans les Dialogues sur la religion naturelle.
Si le monothéisme est historiquement plus avancé que le polythéisme, cela n'empêche pas Hume de se montrer discrètement critique à son sujet. L’argument principal avancé en faveur du dessein intelligent est la « croyance universelle des hommes en un créateur suprême », qui serait « la marque ou le cachet » de ce créateur, mais l’Histoire naturelle cite constamment des cas contraires, à commencer par le polythéisme qui ne se pose pas la question de la cause première.

### Histoire d'Angleterre
Parmi les divers travaux historiques ou historiographiques qu'il a produits, l'Histoire d'Angleterre est de loin le plus important : près de 6 volumes, mesurant en moyenne entre 300 et 400 pages A4, racontent l'histoire de l'Angleterre depuis l'arrivée des premiers romains sur l'île jusqu'à la « Glorieuse Révolution » de 1688. Ce travail a aussi été l'un des plus populaires que Hume ait jamais produit. Même si, aujourd'hui, il n'est quasiment plus connu que des historiens, il a été l’œuvre la plus vendue du philosophe pendant près d'un siècle après sa publication.
L'Histoire d'Angleterre, pourtant, ne relève pas directement de la philosophie. Comme son nom l'indique, il s'agit d'une histoire fournie et détaillée de l'Angleterre dans son ensemble. Le dessein du philosophe est pourtant compréhensible au regard de deux points de vue. D'une part, Hume a toujours porté un grand intérêt à l'histoire : celle-ci, en tant que réservoir d'expériences, est absolument cruciale pour quiconque prétend chercher le savoir. Puisque tout provient de l'expérience, alors c'est dans l'histoire qu'il faut chercher des exemples, des cas particuliers qui confirment ou infirment tel ou tel principe général. D'autre part, le projet de science de l'homme contient dès le départ une ambition totalisante : dans le Traité de la nature humaine, le but de Hume est de modéliser le fonctionnement de l'esprit humain, de le restituer par des règles et par des axiomes. Ici, son but est de retisser les phénomènes qui ont eu lieu dans l'histoire de l'Angleterre. Hume tente ici, avec l'histoire effective d'une nation particulière, l'Angleterre, ce qu'il a fait auparavant pour le fonctionnement général de l'esprit.

« En tant qu’empiriste sceptique et en tant que modélisateur, Hume est forcé, dès la fin des deux premiers livres du Traité, de sortir de la modélisation logique et abstraite pour placer sa pensée dans une perspective temporelle. Là où la nature humaine, une fois comprise, voit ses principes examinés hors du temps, la pensée philosophique ne peut pas comprendre tout à fait cette nature humaine si elle reste cantonnée à une abstrusion qui se prétendrait hors de l’histoire. Elle doit, pour être valable, traiter par sa forme un contenu provenant du domaine concret [...] L’histoire doit être comprise, c’est-à-dire « digérée » et représentée au plus près de la réalité par celui qui prétend faire œuvre d’historien ou d’historiographe. Pour cela, elle doit être retissée. Par sa connaissance des règles générales, l’historien doit comprendre les liens de causalité qui unissent les phénomènes concrets, de la manière la plus sûre possible (c’est-à-dire la plus probable). »

L'Histoire d'Angleterre est un exemple d'application de la méthode historique, qui est elle-même une application ou une branche de la science de l'homme. L'historien ne percevant pas directement les liens de causalité à l’œuvre dans l'histoire, il doit s'employer à les retisser lui-même, pour reconstituer le fil de l'histoire. Ce faisant, il donne de nouveaux exemples à la connaissance en général, en même temps qu'il affine la méthode historique elle-même : comme le dit Michel Malherbe, « l’histoire est une science probabilitaire non seulement dans ce qu’elle établit, mais encore dans ce par quoi elle établit. Tout progrès est en connaissance et en méthode ».

## Réception de la pensée de Hume

### De son vivant
Voltaire avait une grande considération pour l'œuvre de Hume.

### Après sa mort
La réponse de Kant à Hume est sans doute l'un des aspects les plus connus de la postérité de Hume. À la suite de Kant, on a pu parfois considérer que le scepticisme de Hume était dépassé une fois pour toutes. Dans cette voie, le naturalisme et le psychologisme de Hume sont jugés erronés et représentant une sorte de transition nécessaire entre l'esprit scientifique naturel (mais contradictoire quand il se prend pour objet) et la philosophie comme science critique. Cette contradiction interne a été diversement utilisée : Nietzsche y voit une impossibilité pour la « raison » de se fonder elle-même ou de se justifier ; Husserl, au contraire, en fait l'adversaire de sa propre méthode, visant à fonder la philosophie comme science rigoureuse, la phénoménologie.
En France, à la suite de Kant et de la critique de Hume par Thomas Reid qui le voyait comme un nihiliste[réf. nécessaire], sa philosophie fut écartée du domaine scolaire, essentiellement sous l'influence de l'éclectisme de Victor Cousin.
Dans le domaine philosophique anglo-saxon, après une longue période durant laquelle Hume fut surtout tenu pour un subjectiviste éventuellement stérile, un « nouveau Hume » a vu le jour dans les vingt dernières années du XXe siècle, « nouveau Hume » qui se caractérise par un réalisme causal (par opposition à une interprétation projectionniste) et qui a été illustré récemment par The New Hume Debate (voir bibliographie). Le débat sur Hume est ainsi toujours d'actualité.

## Œuvres

### Éditions anglaises
- A Treatise of Human Nature: Being an Attempt to introduce the experimental Method of Reasoning into Moral Subjects

- Essays Moral and Political

- An Enquiry Concerning Human Understanding (Philosophical Essays Concerning Human Understanding)

- An Enquiry Concerning the Principles of Morals

- Political Discourses

- Histoire de l'Angleterre (The History of England, 1754-1762)
- The Natural History of Religion (1757)
- A Dissertation of the passions

- A Concise and Genuine Account of the Dispute between Mr Hume and Mr Rousseau; with the letters between Them during their Controversy London, T. Becket & P.A. De Hondt, 1766
tr.fr. Exposé succinct de la contestation qui s'est élevée entre M. Hume et M. Rousseau : avec les pièces justificatives.
- La Vie de David Hume écrite par lui-même (The Life of David Hume, Esq., written by himself., dont My Own Life, 1776)
- Dialogues Concerning Natural Religion

- Deux essais sur le suicide et l’immortalité (Essays on Suicide and the Immortality of the Soul, 1783)

### Traductions françaises
- Essais politiques, trad. anonyme, Amsterdam, Schreuder et Mortier, 1753
- Histoire naturelle de la religion. Amsterdam, J.-H. Schneider 1759. in 12
- Œuvres philosophiques, Amsterdam, J. H. Schneider 1759.
- Exposé succinct de la contestation qui s'est élevée entre M. Hume et M. Rousseau avec les pièces justificatives, Paris, 1766
- Essais sur le commerce, etc., Paris, Lyon, 1767
- Dialogues sur la religion naturelle, traduction anonyme, Édimbourg et Londres, 1779
- Histoire d'Angleterre, traduction M. Campenon, Paris, Furne et Cie, 1839-1840
- Œuvres philosophiques choisies (2 vol. : Enquête sur l'entendement humain, Dialogues sur la religion naturelle, Traité de la nature humaine, livre I), trad. Maxime David, Alcan, Paris, 1912
- Traité de la nature humaine, 2 vol., trad. André Leroy, Aubier, 1946
- Enquête sur l'entendement humain, trad. André Leroy, Aubier, Paris, 1947
- Enquête sur les principes de la morale, trad. A.Leroy, Paris, Aubier, 1947
- Abrégé du Traité de la nature humaine, (bilingue), trad. Didier Deleule, Aubier, Paris, 1971, rééd. Allia, Paris, 2016, 96 p., trad. G. Coqui  (ISBN 979-10-304-0573-6)
- Essais politiques, trad. anonyme, (Amsterdam, 1752), reproduite par R. Polin, Librairie philosophique J. Vrin, Paris, 1972.
- L'histoire naturelle de la religion et autres essais sur la religion, traduction M. Malherbe, Paris, Vrin, 1971 et 1980
- Œuvres philosophiques (édition 1777), 4 tomes, trad. M. Malherbe, Paris, Vrin, 1973-1974
- Quatre discours politiques, préface et notes établies par J.-P. Cléro, Caen, Université de Caen, Centre de philosophie politique et juridique, 1986
- Dialogues sur la religion naturelle, traduction de M. Malherbe, Librairie philosophique J. Vrin, Paris, 1987

- Enquête sur les principes de la morale, traduction P.Baranger et P.Saltel, Paris, Garnier-Flammarion, 1991
- Ma vie, traduction de J.B. Suard, Anabase, 1992
- Discours politiques (Political Discourses 1752-1758), éd. intégrale (16 essais), précédé de Ma vie (My ovn life, 1776) et suivi de De l'écriture par essais ("Of Essay writing", 1742), bilingue, trad., Fabien Grandjean, Trans-Europ-Repress, 1993
- Traité de la nature humaine, livre II : les passions + Dissertation sur les passions, trad. J.-P. Cléro, Flammarion, GF, 1991
- Traité de la nature humaine, livre III : la morale, trad. de Philippe Saltel, Flammarion, GF, 1993
- Traité de la nature humaine, livre I : l'entendement + Appendice, trad de P. Baranger et P. Saltel, Flammarion, GF, 1995
- Exposé succinct de la Contestation qui s'est élevée entre M. Hume et M. Rousseau, traduction J.B.Suart et D'Alembert, Paris, Alive, 1998
- Essais esthétiques, trad. Renée Bouveresse, Flammarion, GF, Paris, 2000
- Essais moraux, politiques et littéraires et autres essais (édition critique intégrale), intro., trad. et notes Gilles Robel, PUF, Paris, 2001
- Dialogues sur la religion naturelle (bilingue), trad. Michel Malherbe, Vrin, Paris, 2005
- Enquête sur l'entendement humain (bilingue), trad. M.Malherbe, Vrin, Paris, 2008
- Dialogues sur la religion naturelle, trad. Magali Rigaill, Gallimard, coll. Folioplus Philosophie, 2009
- Essais sur le bonheur. Les Quatre Philosophes, trad. anonyme du XVIIIe s. revue, annotée et postfacée par Christophe Salaün, Mille et une nuits, 2011
- La Règle du goût, trad. anonyme du XVIIIe s., revue, annotée et postfacée par Christophe Salaün, Mille et une nuits, 2012